# Кар'єрні води
Кар'єрні води — дощові (переважно зливові), талі і поверхневі води, що потрапляють безпосередньо у вироблений простір кар'єру, а також підземні води, що надходять у підземну дренажну систему або на укоси і дно кар'єру. Об'єм кар'єрних вод визначається кількістю атмосферних осадів, витратою талих вод, площею водозбору, коефіцієнтом поверхневого стоку, водопровідністю водоносних горизонтів, а також ефективністю роботи дренажних систем і баражних завіс.
На деяких вугільних і залізорудних кар'єрах об'єм вод, що відкачуються, досягає 20—30 млн м3 на рік. Кар'єрні води забруднюються механічними частками і хімічними сполуками шляхом розмивання розкривних відвальних порід і корисних копалин, а також мінеральними маслами, лугами, фенолами і іншими речовинами, що використовуються при роботі бурової, розкривної, добувної і транспортної техніки. Кар'єрні води очищають від механічних домішок в головному водозбірнику кар'єру, а остаточно (до гранично допустимих величин) — у ставку-відстійнику на поверхні. Хімічно і бактеріологічно забруднені кар'єрні води підлягають біологічному очищенню їх перед скиданням у поверхневі водостоки.